# FC Chiasso
Football Club Chiasso – szwajcarski klub piłkarski, mający siedzibę we wsi Chiasso, leżącym w kantonie Ticino. Obecnie występuje w Swiss Promotion League. 

## Historia
Klub został założony w 1905 roku. W latach 1914–1923 występował we włoskiej Serie A, z uwagi na niską aktywność piłkarską w Szwajcarii, od 1923 ponownie zaczął występować w lidze szwajcarskiej. Największe sukcesy święcił w latach 1948–1961, kiedy występował w pierwszej lidze. W 1951 roku został wicemistrzem Szwajcarii, a w 1952 roku zajął 3. miejsce. W 2008 roku spadł z Challenge League (odpowiednik drugiej ligi) do trzeciej.

## Sukcesy
- Nationalliga A:

wicemistrzostwo (1): 1951
3. miejsce (1): 1952

## Piłkarze

### Skład na sezon 2019/2020
| Nr | Poz. | Piłkarz                                      |
| -- | ---- | -------------------------------------------- |
| 1  | BR   | Alessandro Guarnone                          |
| 3  | OB   | Bastien Conus                                |
| 4  | OB   | Kreshnik Hajrizi                             |
| 7  | PO   | Merlin Hadzi                                 |
| 8  | PO   | Robin Huser                                  |
| 9  | NA   | Rodrigo Pollero                              |
| 11 | PO   | Sofian Bahloul                               |
| 13 | OB   | Bruno Martignoni (kapitan)                   |
| 14 | PO   | Alexis Antunes (wypożyczony z Servette FC)   |
| 15 | PO   | Edmond Berzati (wypożyczony z AC Bellinzona) |
| 16 | NA   | Leotrim Kryeziu (wypożyczony z FC Lugano)    |
| 17 | PO   | Fabio Dixon                                  |
| 19 | OB   | Gonzalo Gamarra                              |
| 20 | PO   | Sebastian Malinowski                         |
| 21 | OB   | Giuseppe Aquaro                              |
| 22 | NA   | Mickael Almeida                              |
| 23 | PO   | Stefan Wolf (wypożyczony z FC Luzern)        |

| Nr | Poz. | Piłkarz                              |
| -- | ---- | ------------------------------------ |
| 25 | BR   | Alessio Bellante                     |
| 27 | PO   | Izer Aliu (wypożyczony z FC Zürich)  |
| 30 | OB   | Leart Ibderdamaj                     |
| 33 | OB   | Hervé Epitaux                        |
| 47 | NA   | Patrick Rossini                      |
| 49 | PO   | Svajūnas Čyžas                       |
| 57 | NA   | Younes Bnou Marzouk                  |
| 70 | BR   | Loïc Jacot (wypożyczony z FC Luzern) |
| 72 | PO   | Siyar Doldur                         |
| 77 | OB   | Matteo Piccinni                      |
| 88 | BR   | Justyn D'Ippolito                    |
|    | NA   | Joaquín Ardaiz                       |
|    | OB   | Ivan Lurati (wypożyczony z FC Sion)  |
|    | PO   | Noah Blasucci                        |
|    | OB   | Philippe Senderos                    |
|    | NA   | Ivan Facchin                         |

### Reprezentanci kraju grający w klubie
- Philippe Douglas
- Marco Grassi
- Dario Rota
- Régis Rothenbühler
- Germano Vailati
- Philipp Walker
- Asim Skaljić
- / José Altafini
- John Danielsen
- Yohan Kely Viola
- Philippe Fargeon
- Catilina Aubameyang
- Chupe Ela
- Thomas Beck
- Herbert Neumann
- Ike Kalu
- Martin Ďurica
- Giorgio Morini